# Elaphoglossum itatiayense
Elaphoglossum itatiayense är en träjonväxtart som beskrevs av Eduard Rosenstock. Elaphoglossum itatiayense ingår i släktet Elaphoglossum och familjen Dryopteridaceae. Inga underarter finns listade.